# Kapitalizem
Kapitalízem (iz besede kapital) je družbeno gospodarska ureditev, ki temelji na kapitalistični privatni lastnini in trgu. Iz kapitalistične privatne lastnine nadalje izhajata na eni strani mezdno delo, na drugi strani pa akumulacija kapitala ter produkcija presežne vrednosti. Tržno gospodarstvo pomeni, da glavni smoter produkcije ni lastni porabi, ampak prodaji na trgu. 
V ožjem pomenu besede se kapitalizem nanaša na način produkcije. Ker ta določa temeljne lastnosti preostale družbene strukture (tj. njeno nadstavbo), je kapitalizem splošna družbena ureditev. To zadeva tudi vprašanja, kot na primer pravo in državo, pa tudi kulturo, filozofijo ter vlogo posameznika in družine v družbi. V širšem pomenu besede kapitalizem tako vključuje tudi družbeno nadstavbo, ki se izoblikuje na osnovi produkcijskih odnosov (baze) in jih pomaga reproducirati. 
Marksizem kapitalizem pojmuje kot zgodovinsko obdobje v razvoju človeške družbe, ki je nastalo iz protislovij fevdalizma (razrednih konfliktov ter razkolom med produktivnimi silami ter produkcijskimi odnosi). Ključna dejavnika za nastanek kapitalizma sta zgodovinsko bila prvotna akumulacija kapitala (nastanek kapitalista z razlastitvijo cerkve, plemstva in kmetov, kasneje tudi obrtnikov) ter industrijska revolucija (nagel razvoj produktivnih sil). Po marksistični misli ista protislovja v kapitalizmu slednjega obsojajo na propad in gradijo podlago za novo družbeno ureditev (komunizem).

## Značilnosti kapitalističnega načina produkcije
Kapitalistični način produkcije ima štiri temeljne značilnosti. Prva značilnost je privatno lastništvo in s tem nadzor produkcijskih sredstev ob kolektivnem značaju produkcijskega procesa. Druga značilnost kapitalizma je mezdno delo, s tem pa tudi obstoj proletariata oziroma razreda mezdnih delavcev. Tretja značilnost je tržno gospodarstvo: da je glavni namen produkcije prodaja njenih produktov na trgu. Četrta značilnost je, da je osnovni smoter kapitalistične produkcije profit, torej povečevanje že obstoječega bogastva, pri čemer se mora to povečanje izraziti v denarni obliki.

### Kapitalistična privatna lastnina
Privatno lastništvo produkcijskih sredstev se ne pojavi šele s kapitalizmom, ampak obstaja tudi v predhodnih oblikah razredne družbe: suženjstvu in fevdalizmu. 
Suženjstvo temelji na privatni lastnini sužnjelastnika: ta se od kapitalista razlikuje po tem, da nima v osebni lasti le produkcijskih sredstev, ampak tudi producenta (sužnja). Sužnjelastnik ima v lasti tako produkcijska sredstva kot samega producenta (sužnja), zato si tudi prilasti celoten njegov produkt.
Fevdalizem ravno tako pozna privatno lastnino; kmečko privatno lastnino. Ključni vzvod, zaradi katerega je aristokracija v fevdalizmu tudi vladajoči razred, ni neposredni nadzor nad samo produkcijo, ampak nad zemljo, ki je v primeru kmeta ključni element njegovega preživetja. Drugače: aristokracija nima gospostva nad kmeti, ker bi imela v lasti njihovo živino ali njihove pluge, ampak ker imajo kmetje svoje hiše in polja na njihovi zemlji. Kmet je vezan na zemljo, ki je fevdalčeva, ta pa v zameno zahteva del kmetovega pridelka, bodisi v obliki dajatev bodisi s tlako; neplačanim delom na fevdalčevi posesti.
Za kapitalistično privatno lastnino je značilno, da ima peščica posameznikov, razred kapitalistov oziroma buržoazija, monopol nad produkcijskimi sredstvi, kot na primer stroji, orodji in surovinami (ter njihovi viri, kot npr. rudniki). Ta produkcijska sredstva lahko imajo v neposredni lasti (kot npr. industrijski, pa tudi trgovski kapitalisti), lahko pa z njimi posredno upravljajo, bodisi preko bank (obrestonosnega, nadalje pa tudi finančnega kapitala) bodisi z delniškimi družbami. Nimajo pa v neposredni lasti tudi producenta, ki je v primerjavi s sužnjem osebno svoboden in iz pravnega vidika enak kapitalistu v smislu, da zakonodaja velja za oba. Za kapitalistično privatno lastnino je tako značilen buržoazni monopol nad družbenimi produkcijskimi sredstvi, s katerimi upravlja kot s svojo zasebno lastnino. Takšno lastništvo nad produkcijskimi sredstvi je odločilen faktor, ki definira ostale značilnosti kapitalističnega načina produkcije na takšen način je organizirana tako družbena produkcija v celoti (tj. tržno gospodarstvo) kot prisvajanje produktov dela (tj. produkcija presežne vrednosti).

### Mezdno delo
Mezdno delo je druga plat medalje kapitalistične privatne lastnine: prva plat je buržoazni monopol nad produkcijskimi sredstvi. Mezdno delo mora izpolnjevati dva pogoja. Prvič: lastnik delovne sile mora biti osebno svoboden, ne sme torej biti suženj ali tlačan. Drugič: ne sme imeti v lasti produkcijskih sredstev, ki pa so nujno potrebna, da se njegova delovna sila dejansko porabi. Mora biti torej svoboden v dveh pomenih besede; mora biti osebno svoboden, mora pa biti tudi »osvobojen« lastništva produkcijskih sredstev.
To ima za posledico naslednjo pomembno značilnost mezdnega dela: da se delovna sila pojavlja na trgu kot blago. Do tega pride, ker ima mezdni delavec življenjske potrebe, ki obstajajo ne glede na to, ali jih lahko zadovolji ali ne. Mezdni delavec ne razpolaga s produkcijskimi sredstvi; tako ne more teh potreb neposredno izpolniti (ne more npr. sam pridelati hrane, zašiti obleke, zgraditi hiše...) niti ne more življenjskih potrebščin pridobiti z blagovno menjavo, saj nima ničesar za ponuditi v zameno; ponovno ravno zato, ker sam ne more realizirati svoje lastne delovne sile. Preostane mu le, da svojo lastno delovno zmožnost oziroma delovna silo oddaja v najem, da jo torej na trgu ponuja kot blago. Pri tem se ta delovna sila ne prodaja trajno, ampak se le periodično oddaja v najem. Njena vrednost oziroma višina mezde je določena na osnovi stroškov, potrebnih za normalno reprodukcijo delovne sile (tj. da delavec ostane dovolj pri močeh za nadaljnje delo in je zmožen vzdrževati tudi svoje potomstvo). Končni lastnik delovne sile ostaja mezdni delavec; v nasprotnem primeru bi postal osebna last kapitalista oziroma suženj.
Za kapitalistični način produkcije je ključno, da mezdni delavec na trgu ne prodaja dela, ampak delovno silo, torej zmožnost, da dela. Ta razlika je ključna za produkcijo presežne vrednosti; ta je ključni element za izvor profita, četrte značilnosti kapitalističnega načina produkcije.

### Tržno gospodarstvo in profit

#### Tržno gospodarstvo
Blagovna produkcija (tako kot privatna lastnina) se ni pojavila šele s kapitalizmom. Tudi v fevdalizmu kmet nastopa na trgu, a s to razliko, da je blagovna menjava dopolnilna dejavnost naturalnemu gospodarstvu; produkciji za lastne potrebe. Sužnjelastnik z latifundijo ali plantažo producira za trg, a ni kapitalist, ker ni izpolnjen drugi pogoj kapitalizma. 
Dodatna pomembna značilnost tržnega gospodarstva je odsotnost centralnega koordiniranja družbene produkcije. Kapitalisti ne delujejo po zavezujočem vsesplošnem gospodarskemu načrtu, ampak na lastno iniciativo; trg se izoblikuje kot vsota posameznih delovanj kapitalov. Po tem se tržno gospodarstvo razlikuje od planskega gospodarstva, kjer se produkcija in distribucija družbenega proizvoda določi na nivoju celotne družbe v obliki gospodarskega plana, ki so mu podrejeni posamezni produkcijski obrati.
Za kapitalizem je značilno, da velika večina produkcije ni namenjena lastni porabi (kapitalist na primer ne porabi sam, kar se proizvede pod njegovim okriljem), ampak se produkti prodajo na trgu. Kapitalista tako končni proizvod ne zanima zaradi njegove uporabne vrednosti, ampak zato, ker ga je zmožen prodati na trgu; zanima ga kot blago oziroma, da ga je zmožen prodati, da lahko pridobi njegovo menjalno vrednost v denarni obliki.
Posledično glavni smoter kapitalistične produkcije ni neposredna potrošnja končnega izdelka, hkrati pa cilj kapitalistične produkcije ni kritje družbene potrebe. Njeno glavno vprašanje ni, ali proizvedeni izdelki koristijo družbi, ali torej krijejo njene potrebe, ampak ali je končni izdelek možno prodati na trgu. Pomembno je torej le, ali se bo na trgu uporabna vrednost blaga prepoznala kot taka, torej kot nekaj, kar izpolnjuje (človeško) potrebo: pri tem ne za kapital ne za sam trg ni bistvenega problema, ali gre za ključno življenjsko potrebo ali le za modno muho.

#### Profit
Denarna vsota, ki jo ima kapitalist po prodaji, je večja od njegove začetne vrednosti; ta razlika je profit, ki je tudi glavni cilj kapitalistične produkcije. Osnovni cilj kapitala, ki ga tudi definira kot kapital, je povečanje začetne vsote vrednosti (ki je v denarni obliki). Drugače rečeno: osnovni namen kapitala je ustvarjanje in prisvajanje profita, pri čemer je trg le vmesni korak, kjer se profit realizira.
Na nivoju posameznega podjetja, kamor spadajo tako majhne obrtniške delavnice kot največji kapitalisti v deželi, na profit vpliva tudi tržni položaj; takšen primer so špekulacije in monopolni položaj. Na makro nivoju, torej na nivoju celotne kapitalistične ekonomije, pa to ni ustrezno pojasnilo izvora profita, saj pojasni le porazdelitev profita znotraj kapitalističnega razreda, ne pa tudi izvora tega profita.
V kapitalizmu profit izhaja iz presežne vrednosti. Ta izhaja iz razlike med vrednostjo delovne sile, ki določa višino mezde, ter celotno vrednostjo, ki jo ta delovna sila (tj. mezdni delavec) ustvari. Ker si kapitalist kot lastnik produkcijskih sredstev prisvoji celoten delavčev produkt, si s tem prisvoji tudi razliko med vrednostjo delovne sile in ustvarjeno vrednostjo. Ta razlika se v marksizmu imenuje presežna vrednost in je izvor kapitalističnega profita. Vsi ostali dejavniki, kot na primer imperializem in monopoli, odgovarjajo na vprašanje porazdelitve presežne vrednosti med buržoazijo. Presežna vrednost kot taka pa obstaja tudi v sicer hipotetičnem scenariju popolne konkurence; ta po eni strani pomeni popolno ravnovesje med ponudbo in povpraševanjem, po drugi strani pa izenačeno razmerje moči med konkurenčnimi kapitali. Takšen scenarij izključuje okoriščanje enega kapitala na račun drugega; kljub temu pa obstaja profit. Nadalje ta profit ne more izhajati iz goljufanja delavcev, saj sta tudi na tem področju ponudba in povpraševanje delovne sile izenačena. Presežna vrednost tako omogoča obstoj profita, ne da bi s tem kršili zakone blagovne menjave. Obstaja tudi, če delavec dobi »pravično plačilo za delo«, saj mezda ni vezana na njegovo delo, ampak delovno silo.

## Zgodovinski razvoj kapitalizma

### Razvoj kapitalizma iz fevdalizma
Kapitalistični način produkcije kot svojo predpostavko zahteva kapitalistične razredne odnose; nastanek kapitalizma tako zahteva nastanek tako buržoazije kot proletariata. 
Buržoazija je nastala na eni strani iz trgovcev in večjih obrtnikov; ti so nakopičeno bogastvo investirali v produkcijska sredstva (npr. v postavitev manufaktur), s čimer so tudi postali kapitalisti. Pomemben faktor pri takšnem kopičenju bogastva so bili monopoli nad trgovskimi potmi, še posebej z Daljnim Vzhodom, pa tudi kolonialno ropanje, ki je spremljalo evropsko odkritje preostanka sveta (iz vidika ropanja predvsem Severne in Južne Amerike). Drugi vir buržoazije so bili zemljiški veleposestniki, del teh pa je izhajal tudi iz vrst aristokracije. Za razliko od slednje za zemljiškega veleposestnika kmetje niso vir bogastva, ampak so pogosteje ovira k izpolnitvi tega cilja. Tako so zgodovinsko zemljiški veleposestniki kmete izganjali z njihove zemlje, na tej zemlji pa so nato postavili manufakture; to zemljo so lahko tudi uporabili za rejo drobnice ali za rekreacijo aristokracije, kot na primer za lov na lisice.
Proletariat je nastal iz množice prej odvisnih kmetov, ki so na takšen ali drugačen način izgubili ne le zemljo, ampak tudi vsa produkcijska sredstva, vezana na njihov dom (kot npr. orodja obrtniških delavnic). Takšna razlastitev kmečkega prebivalstva je uporabila več prijemov. Prvi je že omenjeni neposredni izgon kmetov iz posesti zemljiškega veleposestnika. Drugi pomemben element so bili oderuške obresti na kredit; ta je bil vezan bodisi na denarne dajatve bodisi na odkup zemlje. Nadalje je vzpon industrije v svojih prvih fazah izboljšal položaj kmeta; slednjemu je na primer tkanje predstavljalo pomembno dopolnilno dejavnost, kar pa se je hitro spremenilo, ko so njegovi stroji postali zastarelo. V vseh primerih je končni rezultat bil identičen: ločitev produkcijskih sredstev od producenta (kmeta), ki je odšel v mesto, kjer se je pridružil vrstam mezdnih delavcev.

### Razvoj kapitalizma pod pritiskom tujih kapitalističnih dežel
Razvoj kapitalizma, ki poteka pod pritiskom (in investicijami) tujih kapitalističnih dežel, je bistveno hitrejši, kot če se razvije »organsko«. To pusti pomembne posledice na razredni strukturi napol kapitalistične družbe. V takšni družbi pride razlika med mestom in vasjo do dodatnega izraza. V mestih se razvijejo industrijski centri dežele, v katerih se razvijejo razredni konflikti, značilni za kapitalistično družbo; izoblikujeta se dva glavna tabora buržoazije in proletariata, med obema pa niha malomeščanstvo. Večina prebivalstva pa kot kmetje ostanejo na podeželju, kjer pa ravno tako prevladuje razredna struktura družbe. Na eni strani je že samo kmečko prebivalstvo razslojeno; tako so na eni strani dninarji, na drugi premožni kmetje (kulaki), med obema pa so srednje premožni kmetje, katerih tipični primer je samozadostna družinska kmetija.
To ima pomembne posledice za razvoj razrednega boja v deželi. Obstoj kapitalistične baze v mestih namreč ne pomeni nujno niti, da je politična oblast aristokracije dokončno omajana; kapitalizem z vsemi svojimi razrednimi nasprotji se v tem primeru pospešeno razvija, ne da bi pri tem sploh še prišlo do buržoazne revolucije. Na eni strani buržoazija v prizadevanju za osvojitev politične oblasti apelira tako na proletariat kot na kmete; ko pa ti postanejo dovolj radikalizirani in močni, da nastopajo tudi proti buržoaziji, pa se poveže z aristokracijo v kontrarevolucionarnem boju. V takšni situaciji je proletariat vodilni razred v revoluciji, ne more pa nastopati samostojno; pri tem se mora zanašati na podporo kmetov, ki se borijo tako proti aristokraciji (tj. se borijo za dokončno odpravo fevdalizma) kot proti višjim slojem znotraj njihovih lastnih vrst (tj. proti kulakom).

## Koncentracija kapitala in konkurenca
Do konkurence med kapitali pride, ker ti prodajajo isto blago, hkrati pa trg ni dovolj obsežen, da bi lahko uspešno absorbiral vso ponujeno blago. Drugače: do konkurence pride, ker pride do razlike med ponudbo in povpraševanjem. To ima tudi za posledico, da ne more vsak kapitalist zaključiti svoje cirkulacije; drugače rečeno, ne more prodati svojega blaga.
Takšno tekmovanje med kapitalisti ima zanje dve posledici. Kapitalisti, ki iz konkurenčnega boja odidejo kot poraženci, propadejo in zdrsnejo v vrste proletariata ali malomeščanstva (če, na primer, postanejo podizvajalci večjih kapitalistov). Na drugi strani pa kapitalisti, ki uspejo zaključiti svoj poslovni cikel, realizirajo in si prisvojijo presežno vrednost (profit), kar vodi do akumulacije kapitala. Prva posledica konkurence je tako, da se obseg kapitalistov (vsaj neodvisnih kapitalistov) se konsistentno oži tekom razvoja kapitalizma. Druga posledica je, da tisti kapitalisti, ki se obdržijo, postanejo zaradi uspešne akumulacije kapitala toliko večji; s tem imajo tudi prednost v konkurenčnem boju nasproti manjšim (novim) kapitalistom.
Zaradi koncentracije kapitala sčasoma pride do tega, da večino tržnega deleža obvladuje peščica kapitalistov; vsi ostali kapitali, četudi formalno samostojni, so vezani na takšne velike kapitale. Ti imajo zaradi takšnega vpliva v ekonomiji monopolni položaj. Koncentracijo kapitala pospešuje kredit; ko imajo banke kot upniki odločilen vpliv na delovanje produktivnega (industrijskega in trgovskega) kapitala, govorimo o finančnem kapitalu.

## Teoretiki
- Adam Smith
- Karl Marx in Friedrich Engels
- Rudolf Hilferding
- Emmanuel Farjourn in Moshé Machover
- John Maynard Keynes
- Max Weber
- Joseph Schumpeter